# Bernhard II (hrabia Ratzeburga)
Bernhard I  (zm. 1198) – hrabia Ratzeburga, syn Bernharda I. Przeznaczony do kariery duchownego był kanonikiem w Magdeburgu, objął władzę nad hrabstwem po śmierci ojca (1195) oraz dwóch braci – Wolrada (ok. 1180) i Henryka (1190). Pojął za żonę Adelajdę z Wasselu, z którą miał syna Bernharda, przyszłego, lecz krótkotrwałego dziedzica (przeżył ojca o zaledwie rok). Wraz z jego śmiercią skończyła się męska linia Badewidów. Wdowa wyszła ponownie za mąż za Adolfa I, który rządził do przegranej bitwy pod Waschowem 25 maja 1200 lub 1201 roku.